# Свети Атанасий (Страгово)
Вижте пояснителната страница за други значения на Свети Атанасий.
„Свети Атанасий“ (на македонска литературна норма: „Свети Атанасиј“) е възрожденска православна църква в тиквешкото село Страгово, южната част на Северна Македония.
Църквата е изградена и живописана в XIX век, но няма данни за точна датировка. Викторен Галабер, който посещава селото през септември 1866 година, пише, че в Страгова има само една, „стара и порутена“ църква (извън селото), но отбелязва, че заедно с епископ Рафаил Попов са посетили мястото на нова църква, в центъра на селото, съвсем близо до чешмата.
В архитектурно отношение църквата представлява трикорабен храм с голяма олтарна апсида на източната страна. Във вътрешността сводовете са покрити с дървени тавани. Интериорът е изписан. В първата зона са разположени Свети Атанасий, Свети Харалампий, композицията Страшният съд (Второто пришествие). Във втората зона на южната стена са Жертва Аврамова и пророк Даниил. На северната в първата зона са Свети Игнатий, Свети Трифон, Свети Пантелеймон, Св. св. Козма и Дамян, Светите братя Кирил и Методий, а между тях Исус Христос. След това следват Свети Нестор, Свети Теодор Тирон и Свети Мина. На западния зид са претставени Мария Египтянка и Свети Зосим, Света Екатерина, Света Неделя и Света Петка. В главния кораб на южната страна има трима светци в медальони, а на северната Свети Лука, пророк Соломон и Матей.